# 法用寺
法用寺（ほうようじ）は、福島県大沼郡会津美里町にある天台宗の寺院。山号は雷電山。院号は妙行院。本尊は十一面観音。子供に恵まれなかった会津・佐布川村の江川常俊（江川長者）が子孫繁栄の願をかけたことで知られる。弘安寺/江川長者伝説に詳しい。

## 歴史
この寺は、寺伝によれば720年（養老4年）得道によって会津美里町蓋沼の北、堂平坊ヶ沢に創建されたが火災にあい、大同年間（806年 - 810年）徳一が現在地に中興したと伝えられる。嵯峨天皇の祈願所であり、恵日寺が建つまでは多くの末寺を有していたという。長く無住で荒廃している感はあるが、地元雀林地区で毎年1月7日に行われる「蛇の御年始」に伝統が偲ばれる。

## 文化財

### 重要文化財
- 法用寺本堂内厨子および仏壇 一具 - 1314年（正和3年）の造営。
- 木造金剛力士立像 2躯 - 平安時代にさかのぼる金剛力士（仁王）像。もと山門左右にあったが、保存のため本堂内に移されている。

### 福島県指定重要文化財
- 法用寺三重塔 附:板絵図
- 十一面観音板木
- 木造十一面観音立像 2躯
- 伝・木造得道上人坐像
- 銅鐘
- 観音堂

## 会津五桜
- 本堂の前方に「会津五桜」のひとつである虎の尾桜（とらのおざくら）がある。

## 近隣情報
- 千歳桜（県指定天然記念物） - ベニヒガンザクラであり樹齢750年ほど。根岸中田村の地頭富塚盛勝が常姫(幼名-千歳)の死を悼み植えたものとされる（徒歩で北へ15分）
- 蓋沼森林公園展望台 - 会津盆地西縁断層崖をこえ、西へ車で５分ほど